# الدعارة في قطر
الدعارة في قطر أمر غير قانوني، وتُعاقب عليها السلطات بشكل صارم حيث قد تصل عقوبة البعض إلى عدة سنوات في السجن.
ينتشر البغاء في قطر عادةً بالحانات والنوادي الليلية والفنادق، وفي بعض بعض الأحيان في بعض الشوارع وتواجه العاهرات من خارج قطر خطر الترحيل في حالة ما تبثت عليهم التهمة.

## الوضع القانوني
تعد الدعارة وما يرتبط بها من الأنشطة المخالفة للقانون والممنوعة منعا تاما في قطر كغيرها من دول الخليج؛ ولا سيما أن الفصل 6 من قانون العقوبات يتعامل مع كل من «يحرض على الفجور، أو يساعد على الزنا»:
- المادة 294
  - أيا كان من يحرض على الفجور أو يساعد على الزنا في الأماكن العامة من خلال الكلمات والإيماءات أو أي وسيلة أخرى يُعاقب بالسجن مدة لا تقل عن ستة أشهر ولا تزيد على ثلاث سنوات.
- المادة 295
  - كل من يرتكب أي من الأفعال التالية يعاقب بالسجن مدة لا تقل عن سنة واحدة ولا تزيد على ثلاث سنوات.
    - 1 - يفتح أو يدير بيت دعارة أو يساهم في الافتتاح أو التشهير ؛
    - 2 - يمتلك منزل أو متجر يستخدم للدعارة
- المادة 296
  - كل من ارتكب الجرائم التالية يعاقب بالسجن مدة لا تقل عن سنة واحدة ولا تزيد على ثلاث سنوات:
    - 1 - ارتكاب الزنا
    - 2 - كل من يحرض، يحث، يغوي امرأة بأي وسيلة على ارتكاب الزنا أو الدخول لبيوت الدعارة من أجل ارتكاب الفجور سواء داخل أو خارج البلد
    - 3 كل من تحرض أو تغوي الذكور من بأي وسيلة على ارتكاب اللواط أو ممارسة الجنس خارج إطار الزواج
    - 4 - إغواء الذكور أو الإناث بأي وسيلة لارتكاب أمر رغير قانوني أو غير أخلاقي
    - 5 - جلب أو قبول الذكور أو الإناث لغرض الاستغلال الجنسي.
- المادة 297
  - كل من ارتكب أي من الجرائم المذكورة في المادة السابقة من خلال الإجبار أو الإكراه أو الحيلة أو إذا كانت الضحية دون سن السادسة عشر من العمر أو الجاني هو واحد مما سبق ذكرهم في المادة 279 يعاقب بالسجن لمدة تصل إلى خمسة عشر عاما.
- المادة 298
  - من يمارس الزنا أو اللواط كمهنة أو وسيلة للعيش يعاقب بالسجن لمدة تصل إلى عشر سنوات.
  - نفس العقوبة على كل شخص يستغل شخص آخر في الفجور والدعارة.
- المادة 299
  - بالإضافة إلى العقوبات المنصوص عليها في المادتين السابقتين يجوز للمحكمة أن تأمر بإغلاق المكان الذي ارتكبت فيه الجريمة.

## الاتجار بالبشر
تُدرج وزارة الخارجية الأمريكية قطر في «المستوى 2» من ناحية الاتجار بالبشر، حيث يواجه الرجال والنساء اللواتي يتم الاتجار بهن لأغراض العبودية خطر الاستغلال الجنسي التجاري؛ خاصة العمال من الصين، إندونيسيا، الفلبين، المغرب، سريلانكا، لبنان والهند وبدرجة أقل العمال من دول أفريقيا وأوروبا الشرقية.